# Гринбелт (Меріленд)

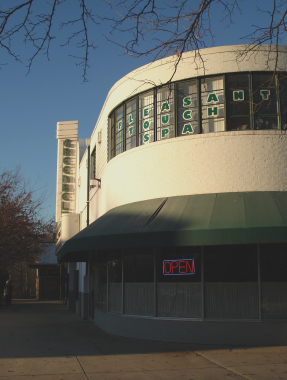
Центр Рузвельта

Гринбелт (англ. Greenbelt) — місто (англ. city) в США, в окрузі Графство принца Георга штату Меріленд. Населення — 24 921 особа (2020).
Широко відоме як суспільне кооперативне співтовариство, створене в епоху угоди Нової Ери. Гринбелт було одним з трьох «зелених» міст, спланованих 1935 року в рамках програми переселення, поряд з Гринсдейлом, штат Вісконсин, і Грингіллсом, штат Огайо.

## Географія
Гринбелт розташований за координатами 38°59′41″ пн. ш. 76°53′7″ зх. д. / 38.99472° пн. ш. 76.88528° зх. д. (38.994684, -76.885396).  За даними Бюро перепису населення США в 2010 році місто мало площу 16,40 км², з яких 16,26 км² — суходіл та 0,14 км² — водойми.

## Демографія
Згідно з переписом 2010 року, у місті мешкало 23 068 осіб у 9747 домогосподарствах у складі 5367 родин. Густота населення становила 1406 осіб/км².  Було 10433 помешкання (636/км²).
Расовий склад населення:
| - 47,8 % — чорних або афроамериканців - 30,1 % — білих - 9,7 % — азіатів - 0,3 % — корінних американців - 0,1 % — вихідців з тихоокеанських островів - 8,6 % — осіб інших рас |

До двох чи більше рас належало 3,3 %. Частка іспаномовних становила 14,3 % від усіх жителів.
За віковим діапазоном населення розподілялося таким чином: 22,8 % — особи молодші 18 років, 69,7 % — особи у віці 18—64 років, 7,5 % — особи у віці 65 років та старші. Медіана віку мешканця становила 33,7 року. На 100 осіб жіночої статі у місті припадало 87,7 чоловіків;  на 100 жінок у віці від 18 років та старших — 83,3 чоловіків також старших 18 років.
Середній дохід на одне домашнє господарство  становив 78 036 доларів США (медіана — 63 585), а середній дохід на одну сім'ю — 87 527 доларів (медіана — 69 705). Медіана доходів становила 49 717 доларів для чоловіків та 52 887 доларів для жінок. За межею бідності перебувало 11,3 % осіб, у тому числі 18,2 % дітей у віці до 18 років та 7,5 % осіб у віці 65 років та старших.
Цивільне працевлаштоване населення становило 13 277 осіб. Основні галузі зайнятості: освіта, охорона здоров'я та соціальна допомога — 24,6 %, науковці, спеціалісти, менеджери — 15,9 %, публічна адміністрація — 11,6 %, роздрібна торгівля — 10,1 %.

## Наука
У місті розташований Центр космічних польотів імені Ґоддарда — науково-дослідна лабораторія НАСА.

## Транспорт
У місті розташована східна кінцева станція Зеленої лінії Вашингтонського метро.